# Robert Englaro
Robert Englaro (Novo Mesto, 28 agosto 1969) è un allenatore di calcio ed ex calciatore sloveno di etnia italiana.

## Carriera

### Club
Ha iniziato la sua carriera in Slovenia, nell'Olimpia Lubiana, dove ha giocato dal 1988 al 1996, quando ha deciso di tentare l'avventura nel campionato italiano. Si trasferisce quindi in Serie B, al Foggia, dove gioca per un anno prima del grande salto in Serie A, all'Atalanta. Nel 2000 torna in Slovenia, all'NK Lubiana.

### Nazionale
Ha giocato per 39 volte con la maglia della nazionale slovena dal 1991 al 1999.

## Statistiche

### Cronologia presenze e reti in nazionale
| Cronologia completa delle presenze e delle reti in nazionale ― Slovenia | Cronologia completa delle presenze e delle reti in nazionale ― Slovenia | Cronologia completa delle presenze e delle reti in nazionale ― Slovenia | Cronologia completa delle presenze e delle reti in nazionale ― Slovenia | Cronologia completa delle presenze e delle reti in nazionale ― Slovenia | Cronologia completa delle presenze e delle reti in nazionale ― Slovenia | Cronologia completa delle presenze e delle reti in nazionale ― Slovenia | Cronologia completa delle presenze e delle reti in nazionale ― Slovenia |
| Data                                                                    | Città                                                                   | In casa                                                                 | Risultato                                                               | Ospiti                                                                  | Competizione                                                            | Reti                                                                    | Note                                                                    |
| ----------------------------------------------------------------------- | ----------------------------------------------------------------------- | ----------------------------------------------------------------------- | ----------------------------------------------------------------------- | ----------------------------------------------------------------------- | ----------------------------------------------------------------------- | ----------------------------------------------------------------------- | ----------------------------------------------------------------------- |
| 19-6-1991                                                               | Murska Sobota                                                           | Slovenia                                                                | 0 – 1                                                                   | Croazia                                                                 | Amichevole                                                              | -                                                                       |                                                                         |
| 3-6-1992                                                                | Tallinn                                                                 | Estonia                                                                 | 1 – 1                                                                   | Slovenia                                                                | Amichevole                                                              | -                                                                       |                                                                         |
| 7-4-1993                                                                | Lubiana                                                                 | Slovenia                                                                | 2 – 0                                                                   | Estonia                                                                 | Amichevole                                                              | -                                                                       | 85’                                                                     |
| 13-10-1993                                                              | Kranj                                                                   | Slovenia                                                                | 1 – 4                                                                   | Macedonia                                                               | Amichevole                                                              | -                                                                       | 63’                                                                     |
| 8-2-1994                                                                | Ta' Qali                                                                | Georgia                                                                 | 0 – 1                                                                   | Slovenia                                                                | Amichevole                                                              | -                                                                       | 46’                                                                     |
| 10-2-1994                                                               | Ta' Qali                                                                | Tunisia                                                                 | 2 – 2                                                                   | Slovenia                                                                | Amichevole                                                              | -                                                                       |                                                                         |
| 12-2-1994                                                               | Ta' Qali                                                                | Malta                                                                   | 0 – 1                                                                   | Slovenia                                                                | Amichevole                                                              | -                                                                       | 77’                                                                     |
| 6-4-1994                                                                | Szombathely                                                             | Ungheria                                                                | 0 – 1                                                                   | Slovenia                                                                | Amichevole                                                              | -                                                                       | 84’                                                                     |
| 27-4-1994                                                               | Lubiana                                                                 | Slovenia                                                                | 3 – 0                                                                   | Cipro                                                                   | Amichevole                                                              | -                                                                       | 46’ 85’                                                                 |
| 1-6-1994                                                                | Bucarest                                                                | Romania                                                                 | 0 – 0                                                                   | Slovenia                                                                | Amichevole                                                              | -                                                                       | 83’                                                                     |
| 7-9-1994                                                                | Maribor                                                                 | Slovenia                                                                | 1 – 1                                                                   | Italia                                                                  | Qual. Euro 1996                                                         | -                                                                       |                                                                         |
| 16-11-1994                                                              | Maribor                                                                 | Slovenia                                                                | 1 – 2                                                                   | Lituania                                                                | Qual. Euro 1996                                                         | -                                                                       | 46’                                                                     |
| 29-3-1995                                                               | Maribor                                                                 | Slovenia                                                                | 3 – 0                                                                   | Estonia                                                                 | Qual. Euro 1996                                                         | -                                                                       |                                                                         |
| 26-4-1995                                                               | Zagabria                                                                | Croazia                                                                 | 2 – 0                                                                   | Slovenia                                                                | Qual. Euro 1996                                                         | -                                                                       | 13’                                                                     |
| 7-6-1995                                                                | Vilnius                                                                 | Lituania                                                                | 2 – 1                                                                   | Slovenia                                                                | Qual. Euro 1996                                                         | -                                                                       |                                                                         |
| 11-6-1995                                                               | Tallinn                                                                 | Estonia                                                                 | 1 – 3                                                                   | Slovenia                                                                | Qual. Euro 1996                                                         | -                                                                       | 68’                                                                     |
| 11-10-1995                                                              | Lubiana                                                                 | Slovenia                                                                | 3 – 2                                                                   | Ucraina                                                                 | Qual. Euro 1996                                                         | -                                                                       |                                                                         |
| 15-11-1995                                                              | Lubiana                                                                 | Slovenia                                                                | 1 – 2                                                                   | Croazia                                                                 | Qual. Euro 1996                                                         | -                                                                       | 63’                                                                     |
| 7-2-1996                                                                | Ta' Qali                                                                | Islanda                                                                 | 1 – 7                                                                   | Slovenia                                                                | Torneo di Malta 1996                                                    | -                                                                       |                                                                         |
| 9-2-1996                                                                | Ta' Qali                                                                | Malta                                                                   | 0 – 0                                                                   | Slovenia                                                                | Torneo di Malta 1996                                                    | -                                                                       |                                                                         |
| 11-2-1996                                                               | Ta' Qali                                                                | Russia                                                                  | 3 – 1                                                                   | Slovenia                                                                | Torneo di Malta 1996                                                    | -                                                                       |                                                                         |
| 27-3-1996                                                               | Łódź                                                                    | Polonia                                                                 | 0 – 0                                                                   | Slovenia                                                                | Amichevole                                                              | -                                                                       | cap.                                                                    |
| 24-4-1996                                                               | Amarousio                                                               | Grecia                                                                  | 2 – 0                                                                   | Slovenia                                                                | Qual. Mondiali 1998                                                     | -                                                                       |                                                                         |
| 1-9-1996                                                                | Lubiana                                                                 | Slovenia                                                                | 0 – 2                                                                   | Danimarca                                                               | Qual. Mondiali 1998                                                     | -                                                                       |                                                                         |
| 10-11-1996                                                              | Lubiana                                                                 | Slovenia                                                                | 1 – 2                                                                   | Bosnia ed Erzegovina                                                    | Qual. Mondiali 1998                                                     | -                                                                       |                                                                         |
| 18-3-1997                                                               | Linz                                                                    | Austria                                                                 | 0 – 2                                                                   | Slovenia                                                                | Amichevole                                                              | -                                                                       |                                                                         |
| 2-4-1997                                                                | Spalato                                                                 | Croazia                                                                 | 3 – 3                                                                   | Slovenia                                                                | Qual. Mondiali 1998                                                     | -                                                                       |                                                                         |
| 30-4-1997                                                               | Copenaghen                                                              | Danimarca                                                               | 4 – 0                                                                   | Slovenia                                                                | Qual. Mondiali 1998                                                     | -                                                                       |                                                                         |
| 6-9-1997                                                                | Lubiana                                                                 | Slovenia                                                                | 0 – 3                                                                   | Grecia                                                                  | Qual. Mondiali 1998                                                     | -                                                                       |                                                                         |
| 11-10-1997                                                              | Lubiana                                                                 | Slovenia                                                                | 1 – 3                                                                   | Croazia                                                                 | Qual. Mondiali 1998                                                     | -                                                                       | 73’                                                                     |
| 25-3-1998                                                               | Varsavia                                                                | Polonia                                                                 | 2 – 0                                                                   | Slovenia                                                                | Amichevole                                                              | -                                                                       | 75’ 88’                                                                 |
| 22-4-1998                                                               | Murska Sobota                                                           | Slovenia                                                                | 1 – 3                                                                   | Rep. Ceca                                                               | Amichevole                                                              | -                                                                       | 46’                                                                     |
| 19-8-1998                                                               | Zalaegerszeg                                                            | Ungheria                                                                | 2 – 1                                                                   | Slovenia                                                                | Amichevole                                                              | -                                                                       | 46’                                                                     |
| 6-9-1998                                                                | Amarousio                                                               | Grecia                                                                  | 2 – 2                                                                   | Slovenia                                                                | Qual. Euro 2000                                                         | -                                                                       | 46’                                                                     |
| 10-10-1998                                                              | Lubiana                                                                 | Slovenia                                                                | 1 – 2                                                                   | Norvegia                                                                | Qual. Euro 2000                                                         | -                                                                       | 46’                                                                     |
| 14-10-1998                                                              | Maribor                                                                 | Slovenia                                                                | 1 – 0                                                                   | Lettonia                                                                | Qual. Euro 2000                                                         | -                                                                       |                                                                         |
| 9-10-1999                                                               | Maribor                                                                 | Slovenia                                                                | 0 – 3                                                                   | Grecia                                                                  | Qual. Euro 2000                                                         | -                                                                       | 84’                                                                     |
| Totale                                                                  |                                                                         | Presenze                                                                | 37                                                                      |                                                                         | Reti                                                                    | 0                                                                       |                                                                         |

## Palmarès

### Club

#### Competizioni nazionali
- Campionato sloveno: 4

Olimpia Lubiana: 1991-1992, 1992-1993, 1993-1994, 1994-1995
- Coppa di Slovenia: 2

Olimpia Lubiana: 1992-1993, 1995-1996
- Supercoppa di Slovenia: 1

Olimpia Lubiana: 1995